# スターファイター (小説)
『スターファイター』（原題：Have Space Suit—Will Travel）は、アメリカのSF作家、ロバート・A・ハインラインによるSF小説。別邦題は『大宇宙の少年』。

## あらすじ
宇宙開発が進展し、人類の宇宙旅行が実現された未来の時代－－
ある石鹸会社が、1等が宇宙旅行という懸賞をはじめた。宇宙に行きたいクリフォード・ラッセル（愛称はキップ）は、友人や知人などからも石鹸の包み紙をもらって応募した。その結果、宇宙旅行はダメだったが、中古宇宙服を手にいれることができた。キップは自分の工作室でそれを整備し、ほぼ完全になるまで仕上げた。宇宙服でいろいろなことをして楽しんだキップだったが、大学進学の時期となり、宇宙服と別れることにした。最後に宇宙服を着た夜、無線機に救助を求める信号が入ってきた。キップの誘導によって着陸した宇宙船からは、人間の女の子と宇宙人が出てきた。さらにもう1隻の宇宙船も着陸し……

## 主な登場人物、宇宙人など
- クリフォード・ラッセル - 本作の主人公の少年。愛称はキップ。
- パトリシア - キップが助けた少女。キップはおちびさんと呼ぶ。
- ママさん - キップたちと同行した、心優しき宇宙人。
- オスカー - キップが宇宙服につけた名前。
- 虫けら面 - キップが名付けた悪い宇宙人。

## 日本語訳書誌情報
講談社版 - 訳者は福島正実。
- 〈世界の名作図書館 34〉（1968年9月1日） - 邦題は「大宇宙の少年」。「わたしはロボット（訳：内田庶)」「くるった世界（アレクサンドル・ベリャーエフ、訳：袋一平）」併録。

東京創元社版 - 訳者は矢野徹・吉川秀実。
- 『スターファイター』〈創元推理文庫〉（1986年、ISBN 4-488-61807-3）
  - 『大宇宙の少年』〈創元SF文庫〉（2008年10月、ISBN 978-4-488-61814-8）